# Río Delaware
El río Delaware (del inglés: Delaware River) es un importante río del Noreste de Estados Unidos que fluye en dirección sur por los estados de Nueva York, Nueva Jersey, Pensilvania y Delaware —forma frontera oeste de los dos primeros, y frontera este de los dos segundos—, hasta desaguar en la bahía de Delaware (océano Atlántico). Tiene una longitud, incluida cabeceras, de 674 km —624 km sin incluir la bahía de Delaware — y drena una cuenca de 36 568 km² de cinco estados (los ya citados y Maryland). Su caudal en la desembocadura es de 330 m³/s.
El río Delaware nace oficialmente en la confluencia de dos ramas principales que descienden de la vertiente occidental de las montañas Catskill en el estado de Nueva York. La West Branch [Rama Oeste] comienza cerca del monte Jefferson, en la ciudad de Town of Jefferson, en el condado de Schoharie. El río East Branch [Rama Este] comienza en Grand Gorge cerca de Roxbury, condado de Delaware. Estas dos ramas fluyen al oeste y se unen cerca de Hancock (NY), en el condado de Delaware, y las aguas combinadas fluyen ya como río Delaware en dirección al sur. En su curso, el Delaware forma varios límites interestatales, primero entre Pensilvania y Nueva York, luego toda la frontera entre Nueva Jersey y Pensilvania, y finalmente la mayor parte de la frontera entre Delaware y Nueva Jersey. El río se encuentra con el agua de la marea en el cruce de Morrisville (PA) y Trenton (NJ), en las cataratas del Delaware (Falls of the Delaware). La sección navegable mareal del río sirve como vía para la carga y transporte y ayudó al desarrollo de las ciudades industriales de Trenton, Camden y Filadelfia. El río llega después a la bahía de Delaware, donde sus aguas entran en el Atlántico cerca de cabo May (NJ) y del cabo Henlopen (DE).
En 1609, el río fue visitado por primera vez por una expedición de la Compañía Neerlandesa de las Indias Orientales dirigida por Henry Hudson. Hudson, un navegante inglés, fue contratado para encontrar una ruta occidental hacia Catai (la China actual), pero sus descubrimientos prepararon el escenario para la colonización neerlandesa de América del Norte en el siglo XVII. Los primeros asentamientos neerlandeses y suecos se establecieron a lo largo de la sección inferior del río y de la bahía de Delaware. Ambas potencias coloniales llamaron al río el río del Sur en comparación con el río Hudson, que era conocido como el río del Norte. Después de que los ingleses expulsasen a los neerlandeses y tomasen el control de la colonia de Nueva Holanda en 1664, el río ha sido renombrado Delaware en memoria de sir Thomas West, 3.er barón de la Warr, un noble inglés y primer gobernador real de la colonia de Virginia que defendió a la colonia durante la Primera Anglo Guerra-Powhatan.
El 10 de noviembre de 1978, un tramo de 73,4 km del curso superior del río —en Nueva York y Pensilvania— fue declarados río salvaje y paisajístico nacional (National Scenic & Recreatical River). El Delaware es una de las diecinueve «Great Waters» [Aguas Grandes] reconocida por la «America's Great Waters Coalition» [Gran Coalición Aguas de América].

## Origen del nombre

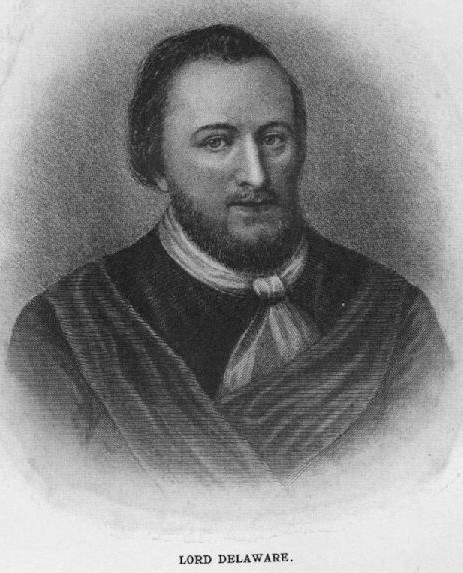
Thomas West, barón de la Warr

El río Delaware es nombrado en honor de Thomas West, barón de la Warr, el primer gobernador real de la colonia de Virginia y uno de los participantes de la Primera Guerra Anglo-Powhatan. Este libró una campaña punitiva para someter a los powhatan después de que estos hubiesen matado al presidente del consejo de la colonia, John Ratcliffe, y atacado los asentamientos en ciernes de la colonia. De la Warr llegó con 150 soldados a tiempo para evitar que los colonos originales de la colonia en Jamestown se diesen por vencidos y regresasen a Inglaterra y se le acredita como el salvador de la colonia de Virginia. El nombre de la baronía (más tarde, un condado) se pronuncia como en la forma ortografía actual «Delaware» (pronunciación en inglés: /ˈdɛləwɛər/) y se cree que deriva de la palabra francesa de la Guerre.
A menudo se ha informado de que el río y la bahía recibieron el nombre de «Delaware» después de que las fuerzas inglesas al mando de Richard Nicolls expulsaran a los holandeses y tomasen el control de la colonia de Nueva Holanda en 1664. Sin embargo, el río y la bahía ya se conocían por el nombre de Delaware en 1641. El estado de Delaware fue originalmente parte de la colonia de Pensilvania de William Penn. En 1682, el Duke de York concedió la petición de Penn de acceso al mar y le arrendó el territorio a lo largo de la orilla occidental de la bahía de Delaware, que sería conocido como los «Condados bajos en el Delaware» (Lower Counties on the Delaware). En 1704, a esos tres condados se les dio autonomía política para formar una asamblea provincial separada, pero compartieron gobernador provincial con Pensilvania hasta que ambas colonias se separaron el 15 de junio de 1776 y permanecieron separadas como estados después del establecimiento de los Estados Unidos. El nombre «delaware» también se convirtió en el nombre colectivo para los lenape, un pueblo nativo americano (y su lenguas delaware) que habitaban una zona de las cuencas de los ríos Susquehanna, Delaware, y bajo Hudson en el noreste de los Estados Unidos en el momento de la colonización europea. Como resultado de la interrupción que siguió a la guerra franco-india, guerra revolucionaria americana y posterior traslado de los nativos desde la región oriental de Estados Unidos, el nombre de «delaware» se extendió con la diáspora de los lenape a los municipalidades, condados y otros accidentes geográficos en el Medio Oeste estadounidense y de Canadá.

## Cuenca

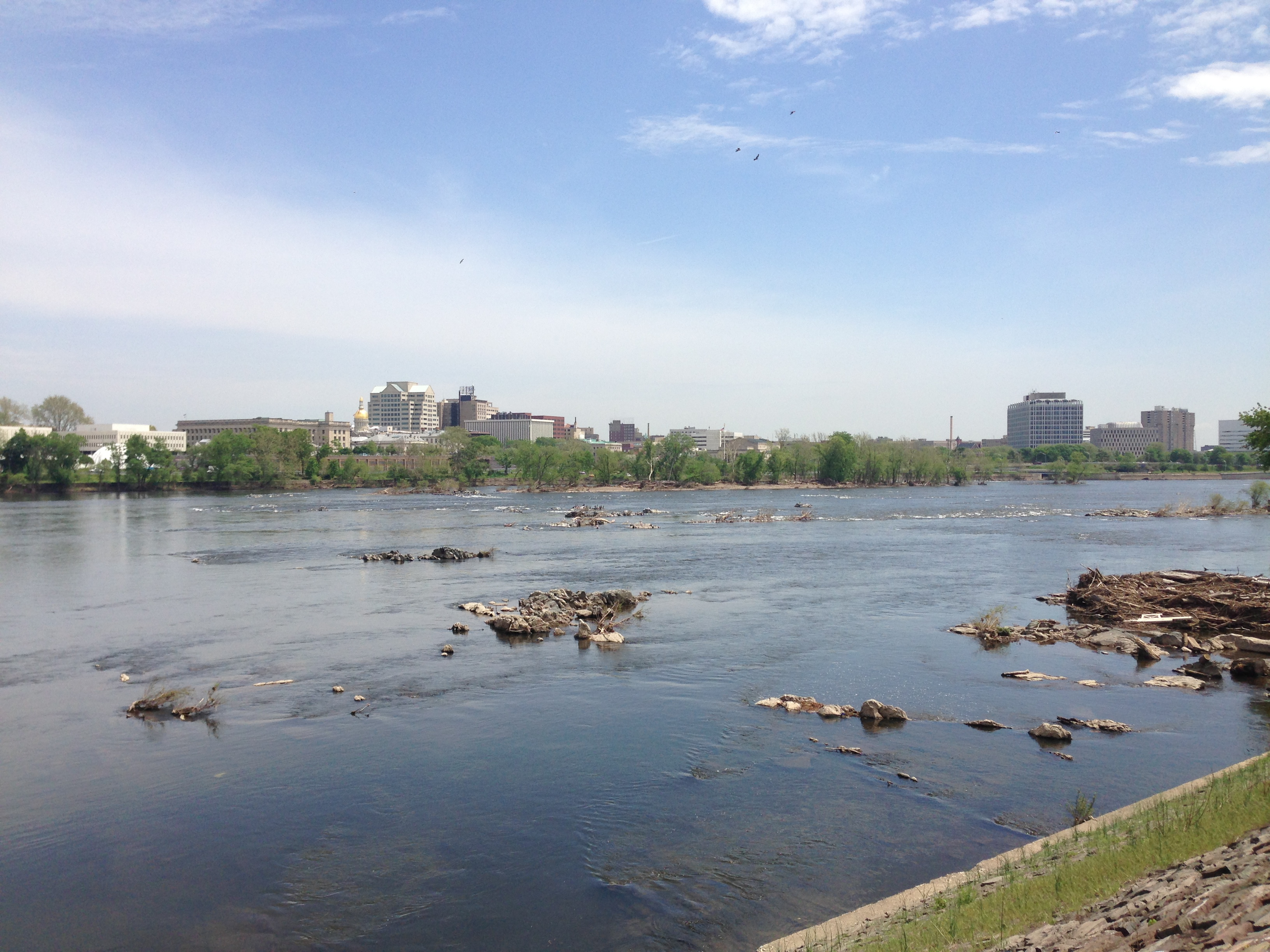
Las "Falls" en Trenton

El río Delaware drena una cuenca de una superficie de 36 570 km² y abarca 42 condados y 838 municipios en cinco estados de Estados Unidos —Nueva York, Nueva Jersey, Pensilvania, Maryland y Delaware: 9 —. Esta área total constituye aproximadamente el 0,4% de la masa de tierra en los Estados Unidos.: 9  En 2001, la cuenca tenía un 18% de tierras agrícolas, el 14% urbanizadas y el 68% forestadas.: vi 
En la cuenca hay 216 tributarios, ríos y arroyos, con una longitud estimada de 22 620 km.: 11, 25  Aunque en la cuenca viven 4,17 millones de personas, según el censo federal de 2000, esos cuerpos de agua proporcionan agua potable a más de 17 millones de personas, aproximadamente el 6 % de la población del país.: vi, 9  Las aguas de la cuenca del río Delaware se utilizan para sostener «pesca, transporte, energía, refrigeración, recreo y otros fines industriales y residenciales».: 9  Es el 33.º río en los Estados Unidos más caudaloso, pero el mayor río de la nación en volumen diario usado por tonelaje.: 11  El caudal medio anual del Delaware es de 11 700 m³/s en Trenton (NJ).: 9  Sin presas ni impedimentos en el cauce principal, el Delaware es uno de los pocos grandes ríos que aún fluyen libremente en los Estados Unidos.: 11 

## Curso

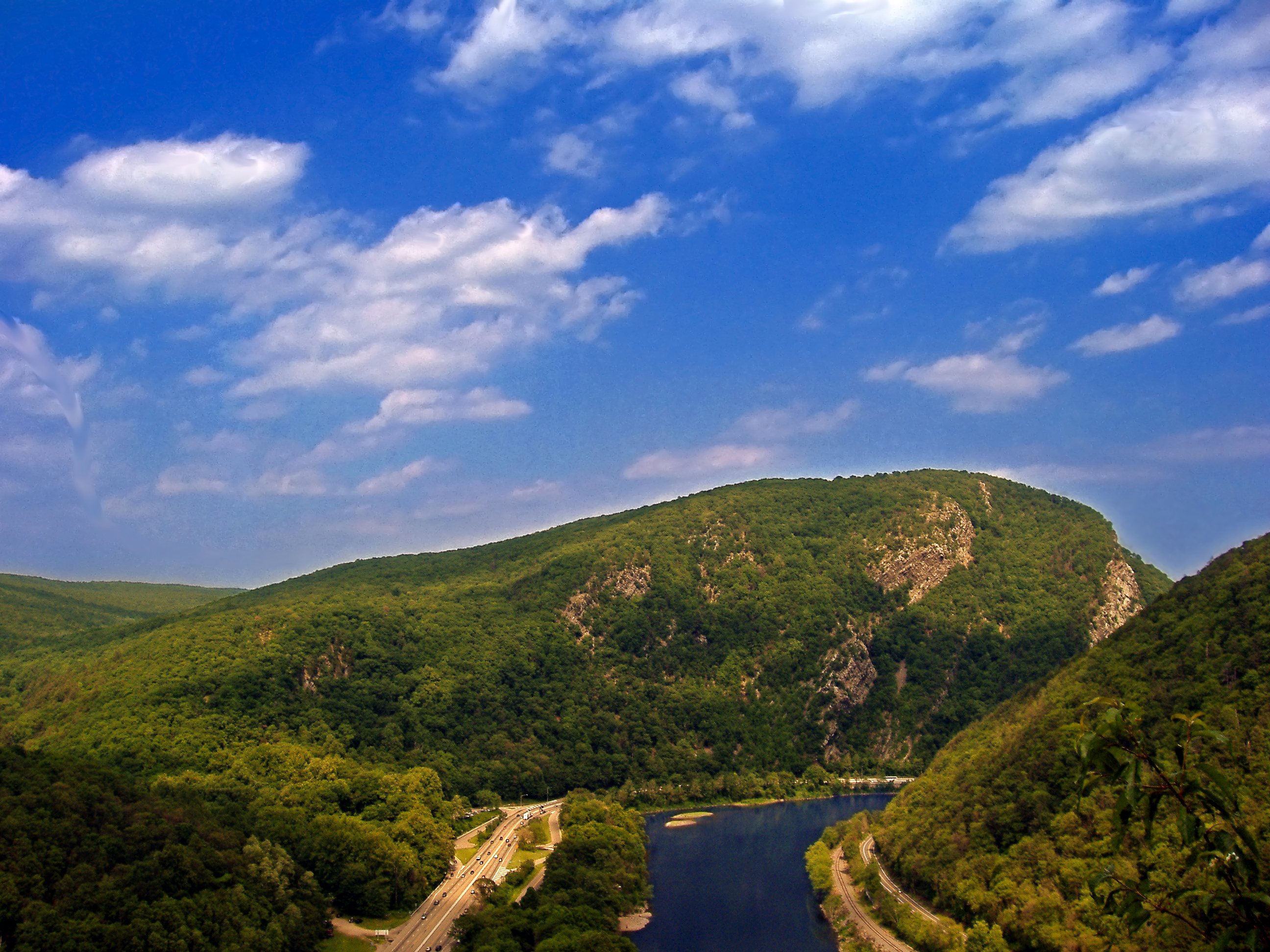
La Delaware Water Gap desde el sendero de los Apalaches (I-80 a la izquierda).

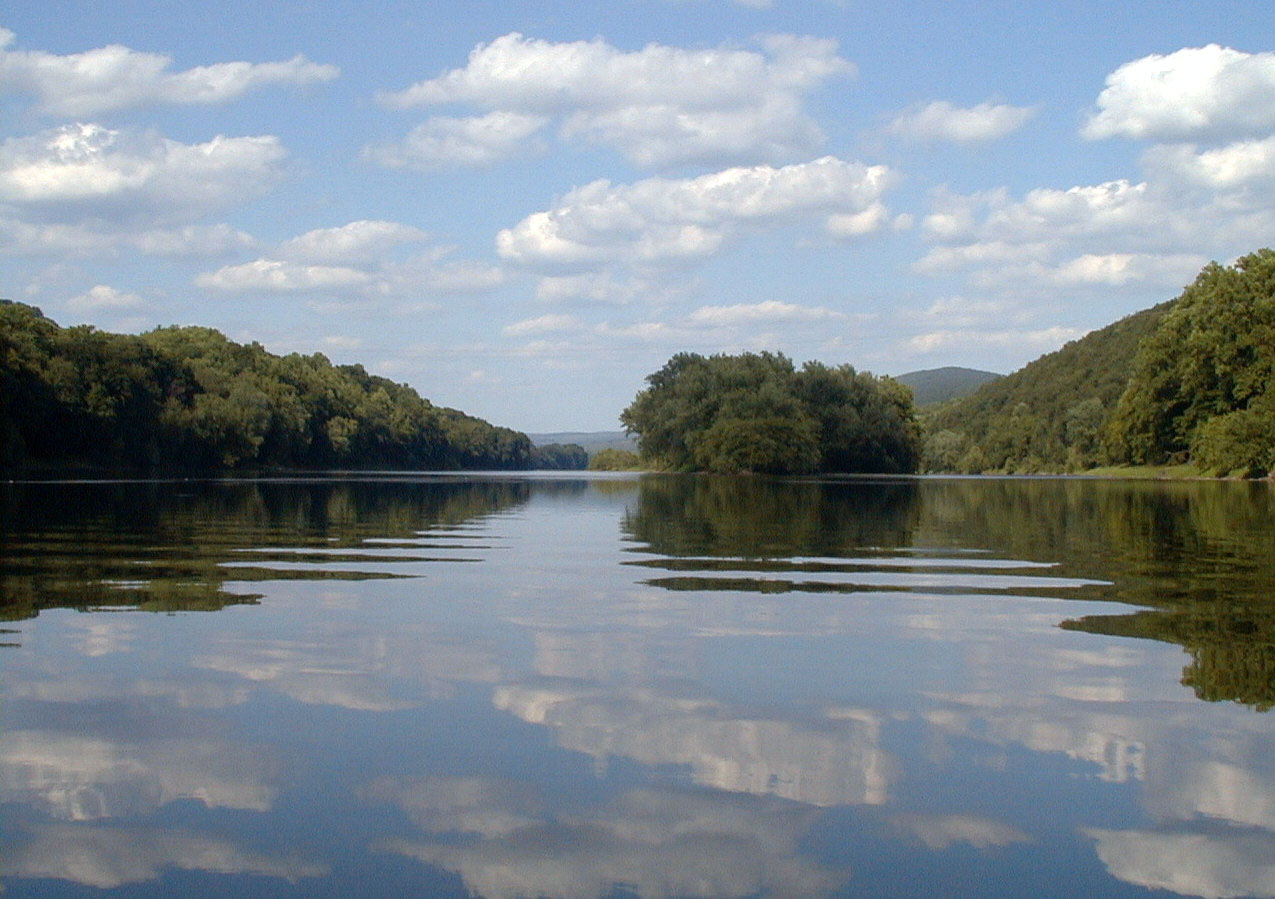
El río Delaware cerca del Worthington State Park.

### Rama Oeste del Delaware
La rama Oeste del río de Delaware (West Branch of the Delaware River), también llamada rama Mohawk (Mohawk Branch) se extiende unos 140 km desde el norte de las montañas de Catskill hasta la confluencia con la rama Este del río Delaware (East Branch of the Delaware River) en Hancock (NY) (3224 hab.). Los últimos 9,7 km forman parte de la frontera entre Nueva York y Pensilvania.
La rama Oeste nace en el condado de Schoharie (NY), a 575 m s. n. m., cerca de monte Jefferson (835 m), y fluye tortuosamente a través de la meseta en una profunda depresión. Este ramal corre en general al suroeste, entrando en el condado de Delaware, y fluye a través de las ciudades de Stamford (2267 hab.) y Delhi (5117 hab.). En el suroeste del condado de Delaware fluye en un curso cada vez más sinuoso a través de las montañas, en general, al suroeste. En Stilesville la rama Oeste fue represada en la década de 1960 para formar el embalse Cannonsville, el más occidental de los embalses en el sistema de agua de la ciudad de Nueva York. Es el embalse más reciente de la ciudad de Nueva York, que comenzó a servir a la ciudad en 1964. Drenando una gran cuenca de 1180 km², la capacidad del depósito es de (362 hm³). Estas aguas salen a la mitad del embalse para entrar en el Ténel Delaware Oeste, de 71 km, en Tompkins. Entonces fluye a través del acueducto en el embalse Rondout, donde el agua entra en el acueducto del Delaware, de 137 km, que contribuye con aproximadamente el 50% del suministro de agua potable de la ciudad. En Deposit (NY) (1712 hab.), en la frontera entre los condados de Broome y de Delaware, gira bruscamente hacia el sureste y es paralela a la New York State Route 17. Se une a la rama Este a 270 m s. n. m. en Hancock para formar el Delaware.

### Rama Este del Delaware

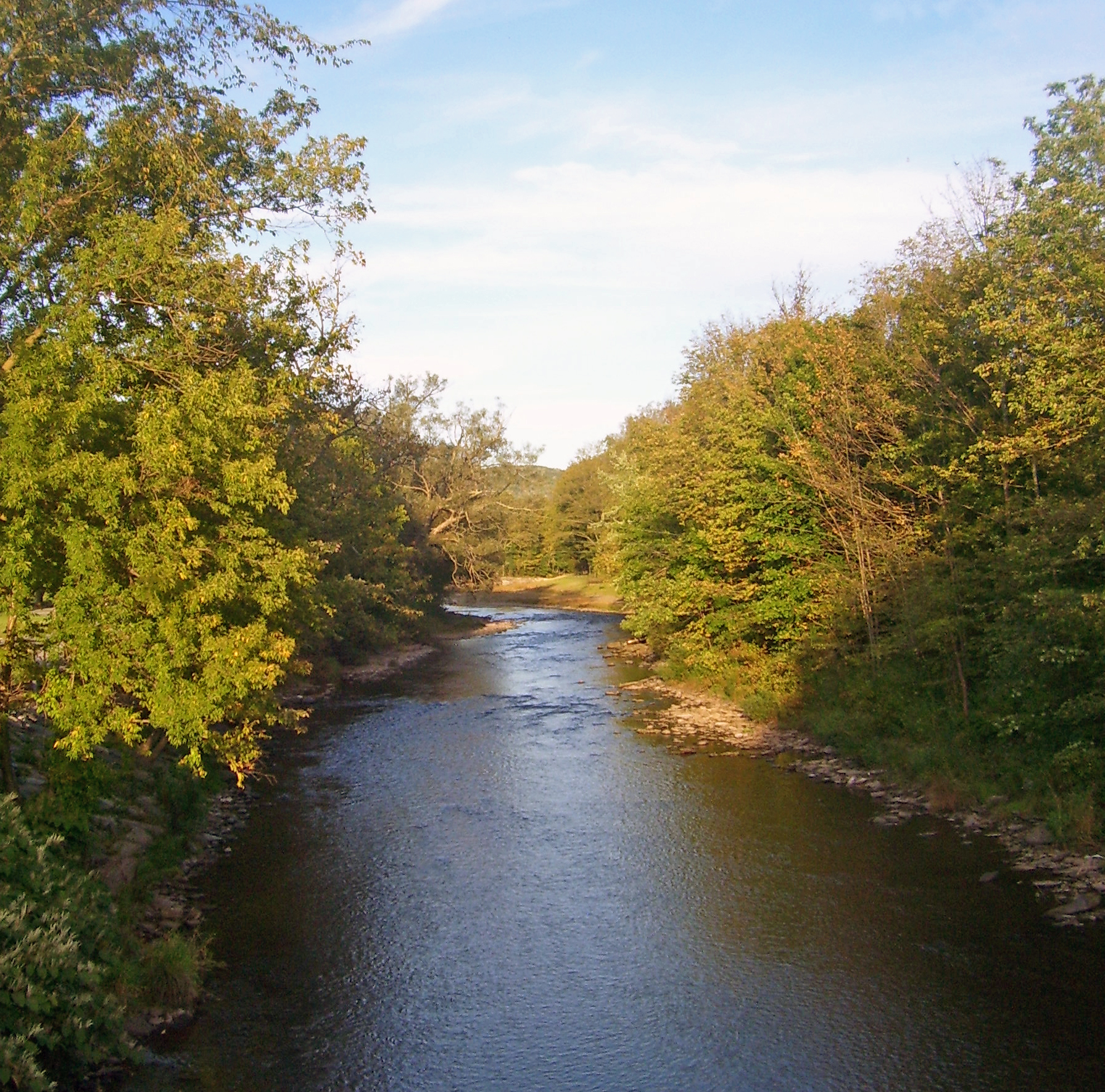
La rama Este del río Delaware, cerca Margaretville (NY)

Del mismo modo, la rama Este (East Branch Delaware River) comienza a partir de un pequeño estanque al sur de Grand Gorge en la town de Roxbury (2502 hab.) en el condado de Delaware, fluyendo en dirección suroeste hacia el represamiento de la ciudad de Nueva York para crear el embalse de Pepacton, el embalse más grande en el sistema de abastecimiento de agua de la ciudad de Nueva York (New York City water supply system). Sus afluentes son el río Beaver Kill y el arroyo Willowemoc que entran en el río unos 16 km antes de que ambas ramas confluyan justo al sur de Hancock.
Tanto la rama Este como la Oeste, paralelas entre sí, fluyen en dirección suroeste.

### Valle Delaware Superior

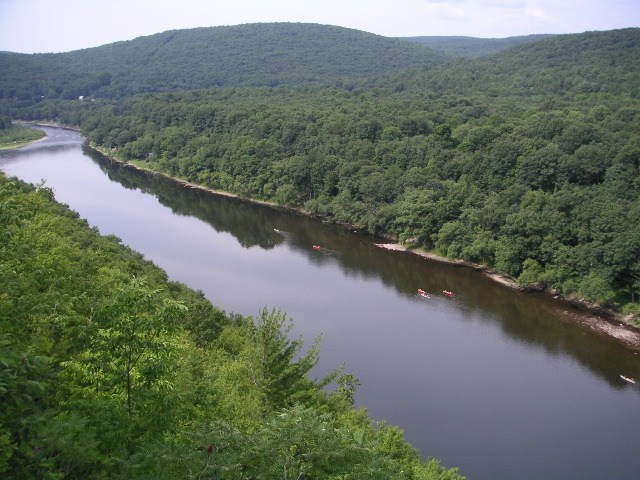
Piragüismo en el río en Hawk's Nest

Desde Hancock (NY) el río fluye entre, al norte, las montañas Pocono en Pensilvania, y las bajas camas de esquisto al norte de las montañas Catskill. El río fluye por un amplio valle de los Apalaches, pasando por el mirador de Hawk's Nest [Nido del halcón] en la ruta escénica del Delaware Superior (Upper Delaware Scenic Byway). El río fluye al sureste durante 125 km a través de las regiones rurales a lo largo de la frontera de Nueva York-Pensilvania hasta Port Jervis y montaña Shawangunk.: 9 
- río Mongaup
- río Neversink

### The Minisink

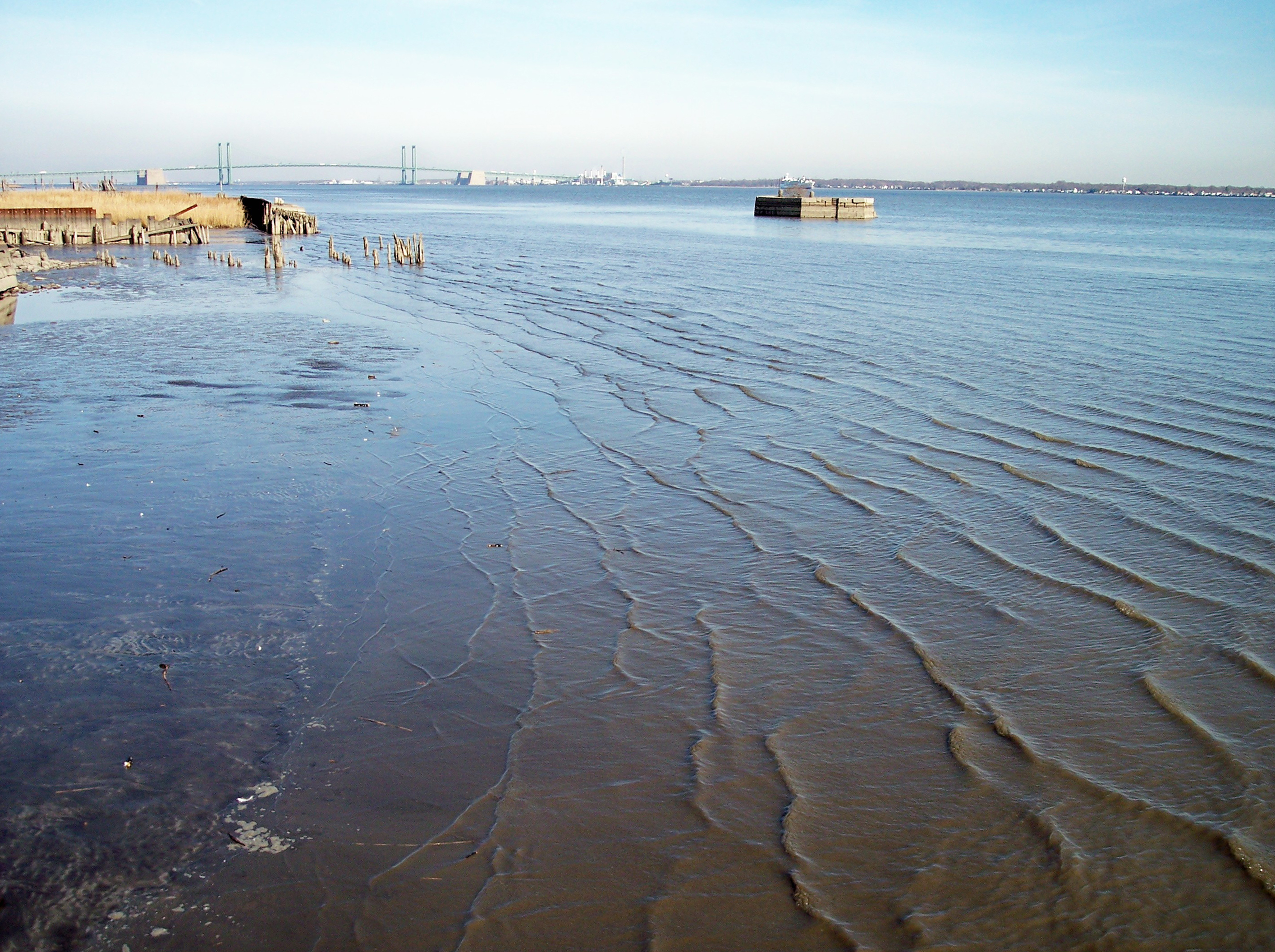
El Delaware Inferior visto desde New Castle (DE)

En Port Jervis (NY), el río pasa a través de Port Jervis. En este punto, la cresta Walpack desvía el Delaware en el valle de Minisink, donde sigue al suroeste buzando las camas erosionadas de la formación Marcellus a lo largo de la frontera del estado de Pensilvania-Nueva Jersey durante 40 km hasta el final de la cresta enWalpack Bend en el Área de Recreación Nacional de Delaware Water Gap.
El Minisink es un valle sepultado donde el Delaware fluye en un lecho de till glacial que sepultó el lecho de roca erosionada durante el último período glacial. A continuación, bordea la cresta Kittatinny, que atraviesa en el Delaware Water Gap, entre paredes casi verticales de piedra arenisca, cuarcita y conglomerados, y luego pasa a través de un campo muy tranquila de granjas y bosques, diversificado con mesetas y acantilados, hasta que cruza a la llanura de los Apalaches y entra en las colinas de nuevo en Easton (PA). Desde este punto, está flanqueado a intervalos por bellas colinas, y en algunos lugares por acantilados, de los que los más destacados son las Rocas Nockamixon, de 5 km de largo y por encima de 61 m de altura.
El sendero de los Apalaches (Appalachian Trail), que atraviesa la cresta de la montaña Kittatinny en Nueva Jersey, y la montaña Blue en Pensilvania, cruza el río Delaware en la grieta Delaware (Delaware Water Gap), cerca de Columbia (NJ).

### Valle central del Delaware
En Easton, Pensilvania, el río Lehigh, de 175 km de longitud, entra en el Delaware. En Trenton (84 913 hab.) hay una cascada de 2,4 m.

### El Delaware Inferior y aguas mareales
Aguas abajo de Trenton el río fluye entre Filadelfia y Nueva Jersey antes de convertirse en un amplio y lento entrante (inlet) de mar, con muchos pantanos a su lado, que se ensancha sin pausa en su gran estuario, la bahía de Delaware.
El río Delaware constituye parte de la frontera entre Delaware y Nueva Jersey que está en realidad en la costa oriental del río dentro del círculo de doce millas de New Castle (Twelve-Mile Circle), frontera fijada en un arco de doce millas en lugar de ir por el medio de los ríos o canales, causando que pequeñas porciones de terreno situadas al oeste de la costa, pero en el lado del río de Nueva Jersey, estén bajo la jurisdicción de Delaware. El resto de las fronteras sigue el enfoque de paso por la mitad del río o canal.

## Historia

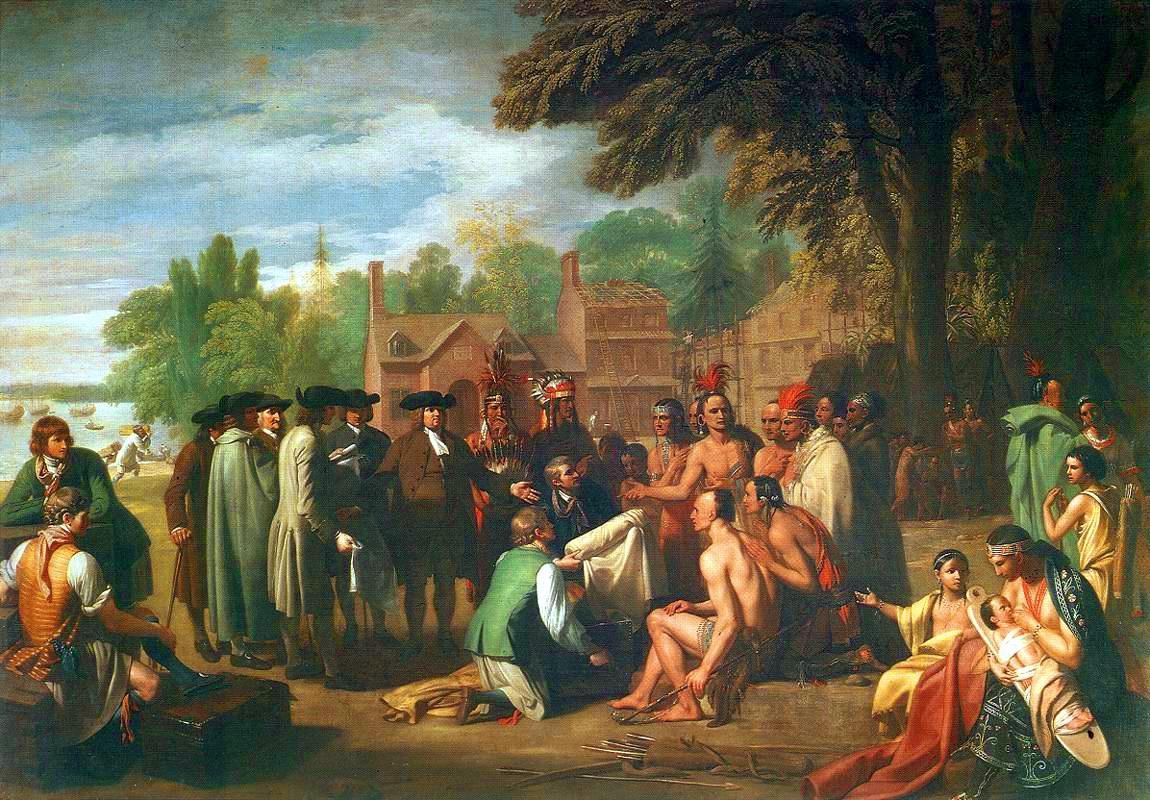
The Treaty of Penn with the Indians (1771–1772), obra de Benjamin West, representa el tratado de paz de 1683 en Shackamaxon entre William Penn y Tamanend, el jefe del "Turtle Clan" de los lenapes. Voltaire se refirió a él como «el único tratado nunca jurado y nunca roto».

El río Delaware fue un factor clave en el desarrollo económico y social de la región del Atlántico Medio. En el siglo XVII proporcionó el conducto para el asentamiento colonial de los neerlandeses (Nuevos Países Bajos), los suecos (Nueva Suecia). Comenzando en 1664, la región se convirtió en una posesión inglesa como asentamiento por los cuáqueros establecieron las colonias de Pensilvania (incluyendo la actual Delaware) y West Jersey. En el siglo XVIII, ciudades como Filadelfia, Camden (entonces Cooper's Ferry [Ferry de Cooper]), Trenton y Wilmington y New Castle, fueron establecidas en el Delaware y su éxito comercial que continúa hoy día de ha dependido del acceso al río para el comercio y el poder. El río proporciona la vía para el asentamiento del valle Lehigh en el noreste de Pensilvania, y el noroeste de Nueva Jersey por inmigrantes del Palatino alemán, una población que llegó a ser clave en el desarrollo agrícola de la región.

### El cruce del Delaware de Washington

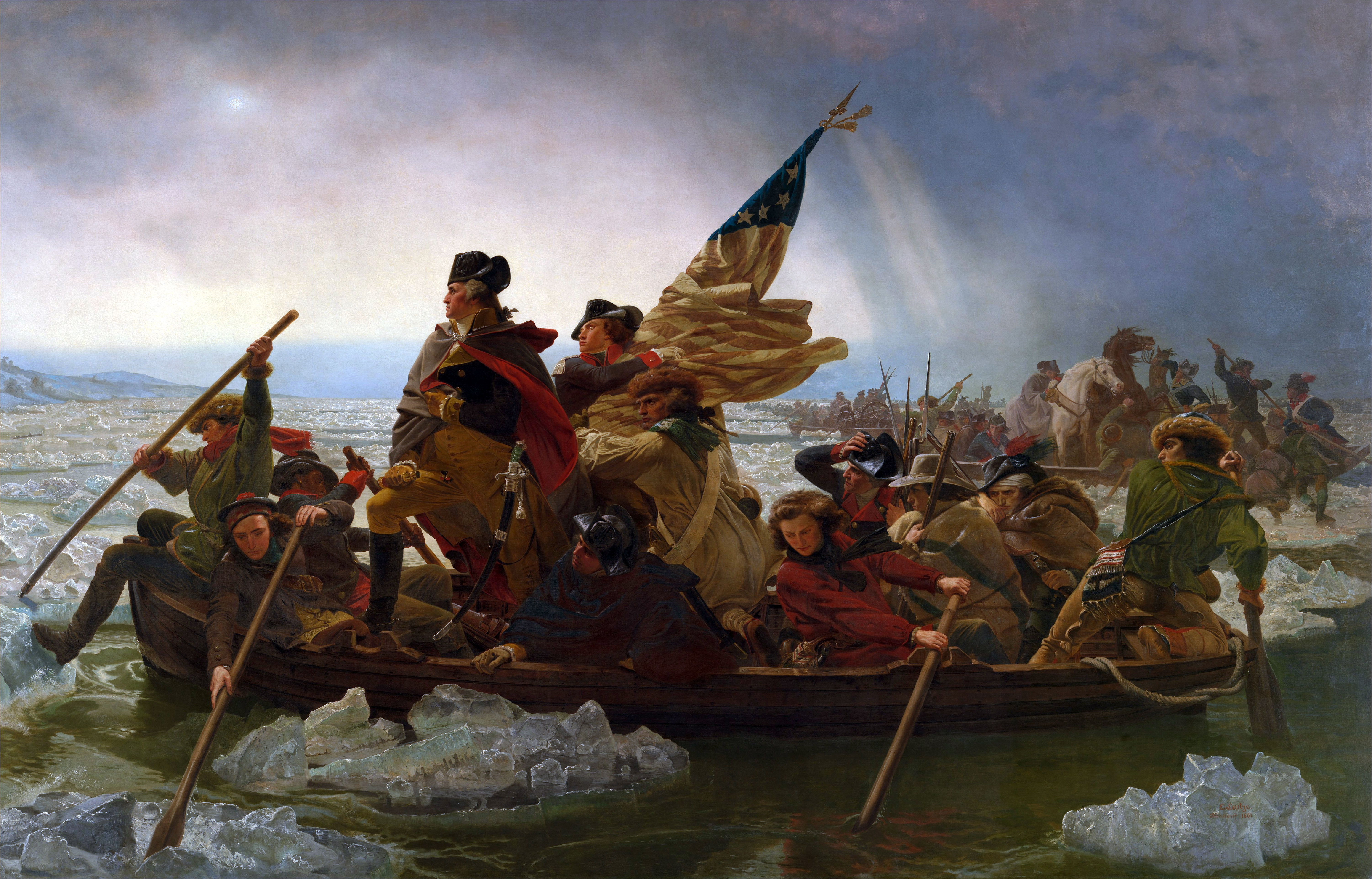
George Washington cruzando el río Delaware antes de la batalla de Trenton

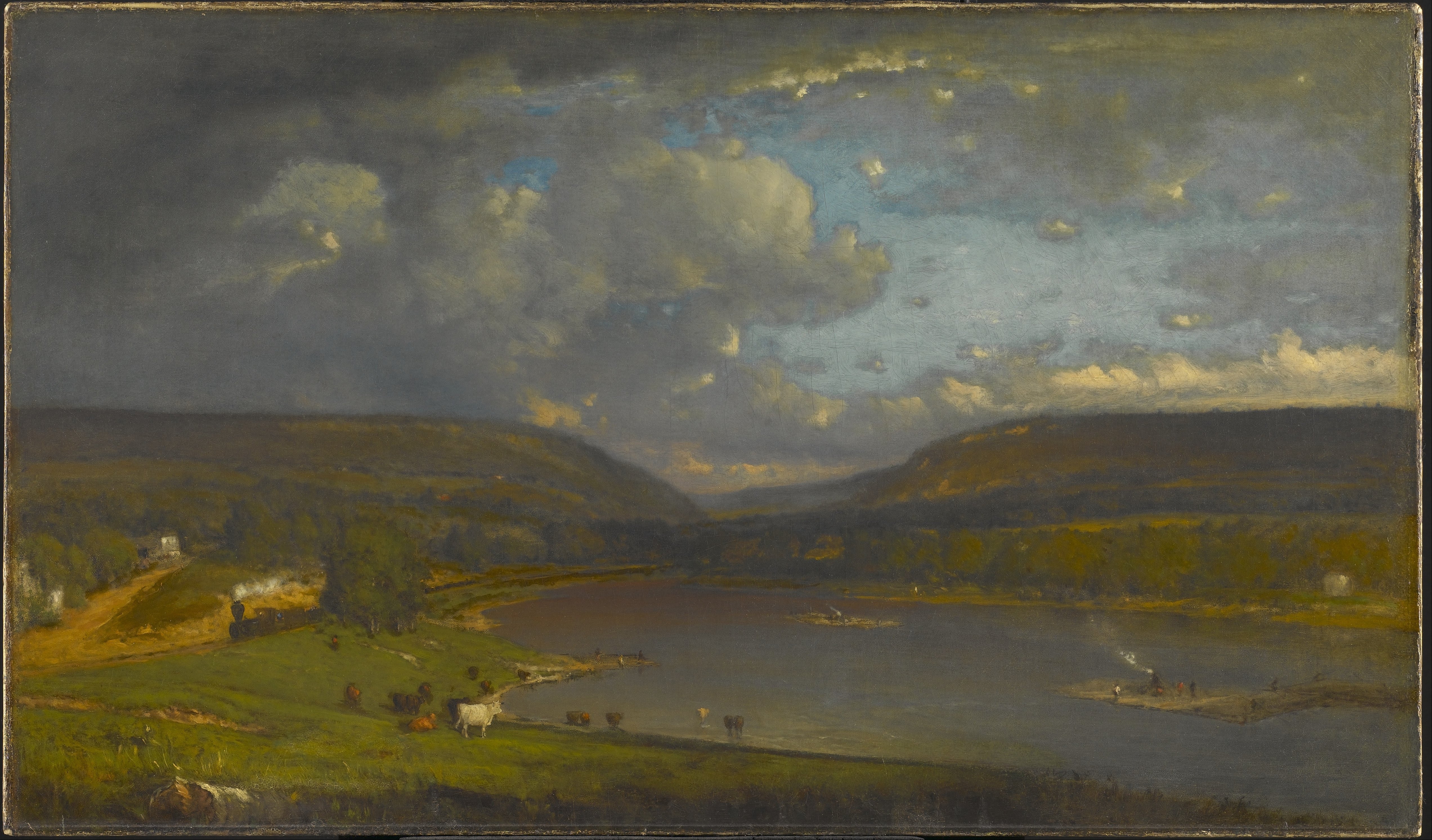
On the Delaware River, óleo sobre lienzo (ca. 1861-1863) de George Inness (Brooklyn Museum)

Quizás el más famoso «cruce del Delaware» fue la improvisada travesía en barco emprendida por el ejército de George Washington durante la Revolución Americana, la noche del 25 al 26 de diciembre de 1776. Esto llevó a un sorpresivo ataque con éxito a las tropas de Hesse que ocupaban Trenton (NJ).

### Canales

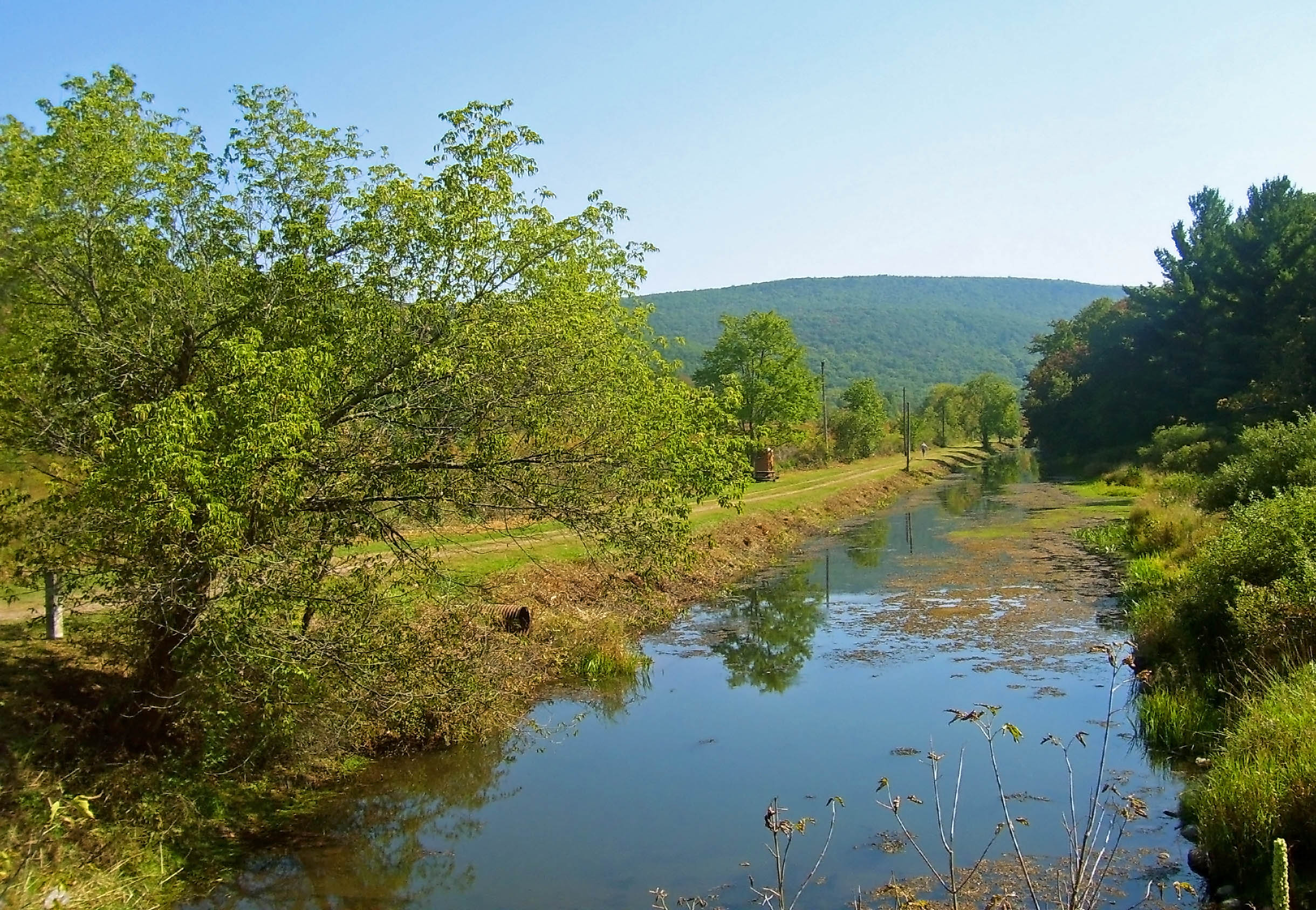
Una sección restante del canal de Delaware y Hudson vista desde la US Highway 209 cerca de Summitville (Nueva York)

La importancia y magnitud del comercio de Filadelfia ha hecho que las mejoras en el río por debajo de su puerto fueran de gran importancia. Pensilvania intentó pequeñas mejoras ya en 1771. El comercio fue también importante en la parte superior del río, sobre todo antes de la competencia del tren (1857).
- La División de Delaware del canal de Pensilvania, que corre paralela con el río desde Easton hasta Bristol, inaugurado en 1830.
- El canal Delaware y Raritan, que corre a lo largo del lado de Nueva Jersey del río Delaware desde Bulls Island hasta Trenton, une las aguas del Delaware y el río Raritan a medida que se vacía el agua del río Delaware vía el canal de descarga de canales en Nuevo Brunswick. Este conducto de agua del canal se sigue utilizando como fuente de suministro de agua por el Estado de Nueva Jersey.
- El canal Morris (ahora abandonada y casi completamente rellenado) y el canal Delaware y Hudson conecta el Delaware y el río Hudson.
- El canal Chesapeake y Delaware une las aguas del Delaware con las de la bahía Chesapeake.

En el «proyecto de 1885» el gobierno de Estados Unidos llevó a cabo de manera sistemática la formación de un canal de 26 pies (7,9 m) de 180 m de anchura desde Filadelfia a las aguas profundas en la bahía de Delaware. La «River and Harbor Act» de 1899 [Ley Río y Puerto] preveía ese mismo canal de 30 pies (9,1 m) de 180 m de anchura desde Filadelfia a las aguas profundas de la bahía.

### Área de recreación nacional de Delaware Water Gap
El Área de recreación nacional de Delaware Water Gap (Delaware Water Gap National Recreation Area) se produjo como resultado del fracaso de un controvertido plan para construir una presa en el río Delaware en isla Tocks, justo al norte de la Delaware Water Gap para el control de inundaciones y la generación de energía hidroeléctrica. La presa habría creado un lago de 60 km en el centro del actual parque para su uso como embalse. Iniciado en 1960, la actual zona del Área de Recreación fue adquirida por el Cuerpo de Ingenieros del Ejército a través de dominio eminente. Fueron demolidas entre 3000 y 5000 viviendas, incluidos sitios históricos, y cerca de 15 000 personas fueron desplazadas por el proyecto.
Debido a la masiva oposición medioambiental, a la disminución de los fondos, y a una inaceptable evaluación geológica de la seguridad de la presa, el gobierno transfirió en 1978 la propiedad al Servicio de Parques Nacionales (National Park Service, NPS). El Servicio de Parques Nacionales se encontró entonces como guardián de un territorio previamente en peligro de extinción, y con la ayuda del gobierno federal y de las comunidades circundantes, desarrolló instalaciones recreativas y trabajó para preservar las estructuras históricas restantes.

## Comercio

### Regiones vinícolas
En 1984, el Departamento del Tesoro de Estados Unidos autorizó la creación de una región vinícola o American Viticultural Area (AVA) llamada «AVA Valle Delaware Central» (Central Delaware Valley AVA) situada en el sureste de Pensilvania y Nueva Jersey. El vino de denominación incluye 38.850 hectáreas que rodean el río Delaware al norte de Filadelfia y Trenton. En Pensilvania, consiste en el territorio a lo largo del río Delaware en el condado de Bucks; en Nueva Jersey, la AVA se extiende a lo largo del río en el condado de Hunterdon y el condado de Mercer desde Titusville, justo al norte de Trenton, hacia el norte hasta la montaña Musconetcong. Desde 2013, ya no hay bodegas de Nueva Jersey en la AVA del Valle Delaware Central.

### Transporte fluvial

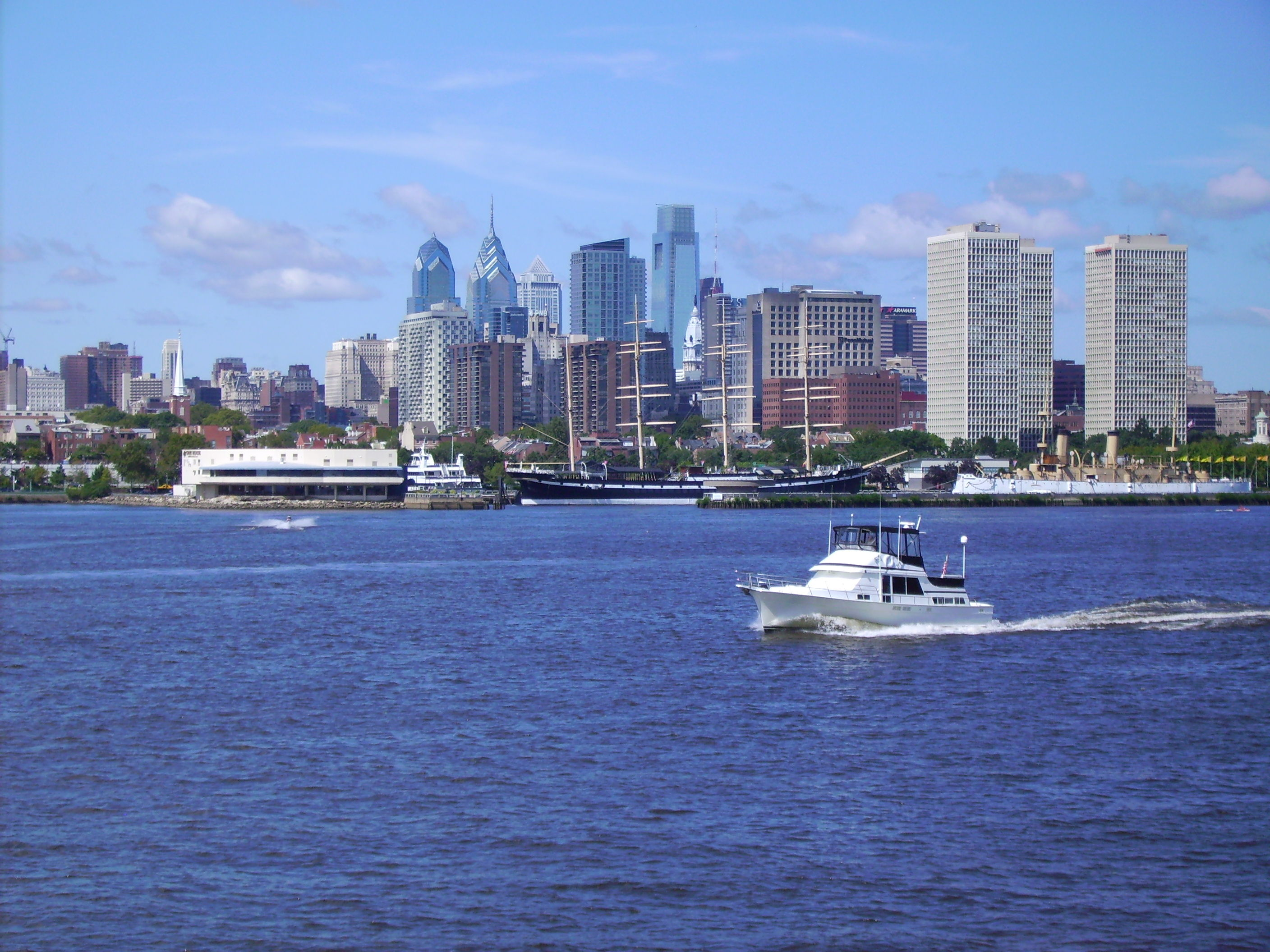
El Delaware en Camden (NJ), mirando hacia Filadelfia

Desde 1925, el canal principal del río Delaware (Delaware River Main Channel) es mantenido con una profundidad de 40 pies (12,0 m). Un tramo de (165 km) de ese canal principal de navegación, desde Camden hasta la bahía de Delaware, forma parte de la red federal de canales de navegación y se profundizará hasta los 45 pies (14,0 m), con una fecha de finalización prevista de 2017.
En 2011, el petróleo crudo fue el producto básico más transportado en el río Delaware, representando la mitad del tonelaje anual de carga. Los puertos e instalaciones a lo largo del río son el puerto de Filadelfia, el Puerto de Camden-Gloucester, el Puerto de Paulsboro, el Puerto de Wilmington  y la Refinería Delaware City.

### Puentes sobre el río

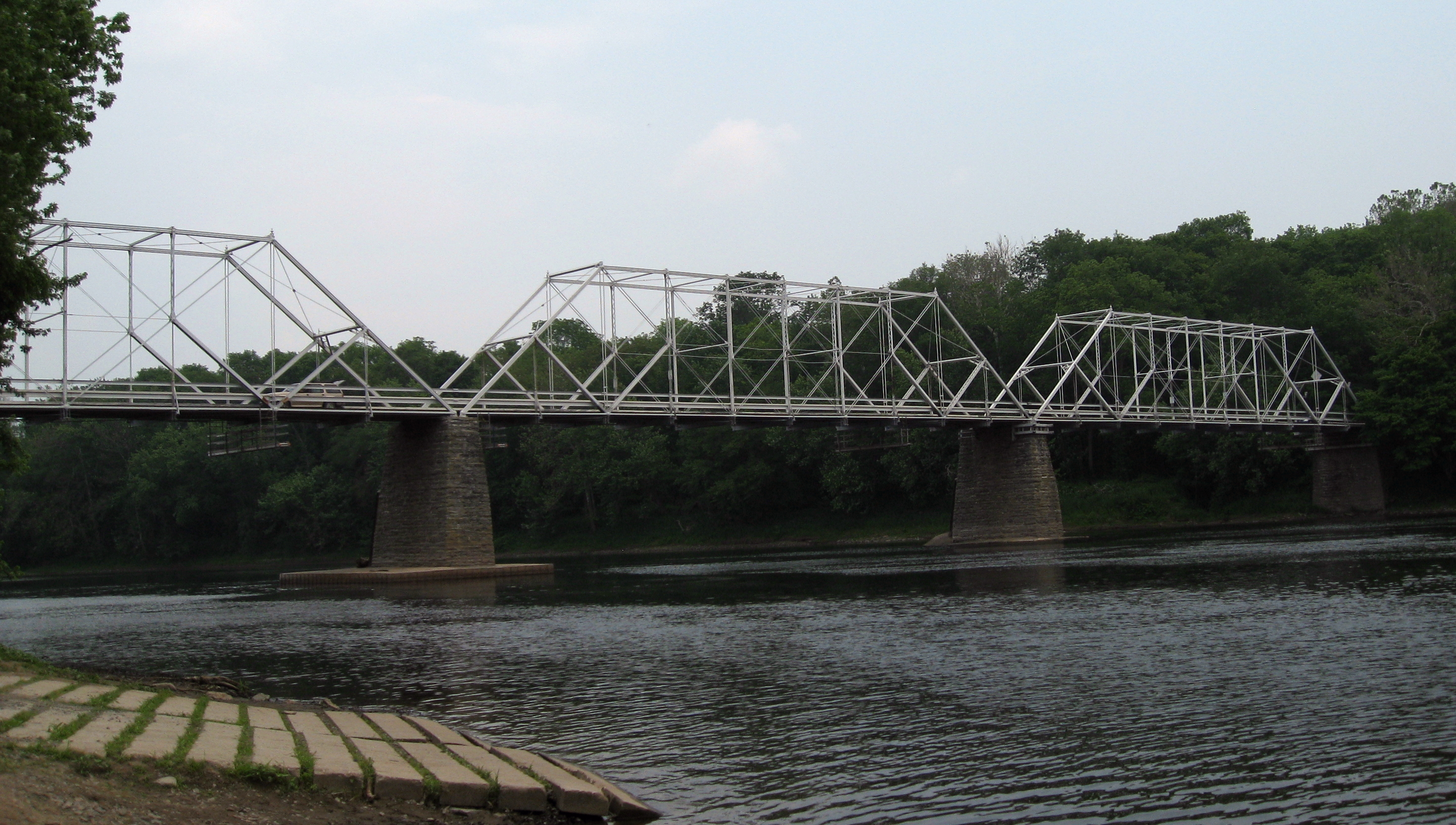
El puente Transbordador del Dingman conecta Sandyston Township, en el condado de Sussex (NJ) y Delaware Township en el condado de Pike (PA), es el último puente de peaje de propiedad privada en el río Delaware y uno de los últimos en los Estados Unidos.

El río Delaware es un gran obstáculo para viajar entre Nueva Jersey y Pensilvania. La mayoría de los grandes puentes son de peaje solamente en dirección oeste, y son propiedad de la Autoridad del río y la bahía Delaware (Delaware River and Bay Authority,), Autoridad Portuaria del Río Delaware (Delaware River Port Authority), Comisión puente del condado Burlington (Burlington County Bridge Commission) o Comisión Puente Peaje Joint Río Delaware (Delaware River Joint Toll Bridge Commission).

## Cuestiones ambientales

### Suministro de agua la ciudad de Nueva York
Después de que la ciudad de Nueva York ya hubiese construido 15 embalses para abastecer de agua a la creciente población de la ciudad, no pudo obtener el permiso para construir otros cinco embalses a lo largo de los afluentes del río Delaware. Por ello, en 1928 la ciudad decidió sacar agua del río Delaware, entrando entonces en conflicto directo con los pueblos y ciudades de todo el río en Pensilvania que ya estaban usando el Delaware para su abastecimiento de agua. Las dos partes finalmente llevaron su caso a la Corte Suprema de Estados Unidos y, en 1931, a la ciudad de Nueva York se le permitió sacar 1 700 000 m³ de agua al día desde el Delaware y sus afluentes aguas arriba.

### Inundaciones

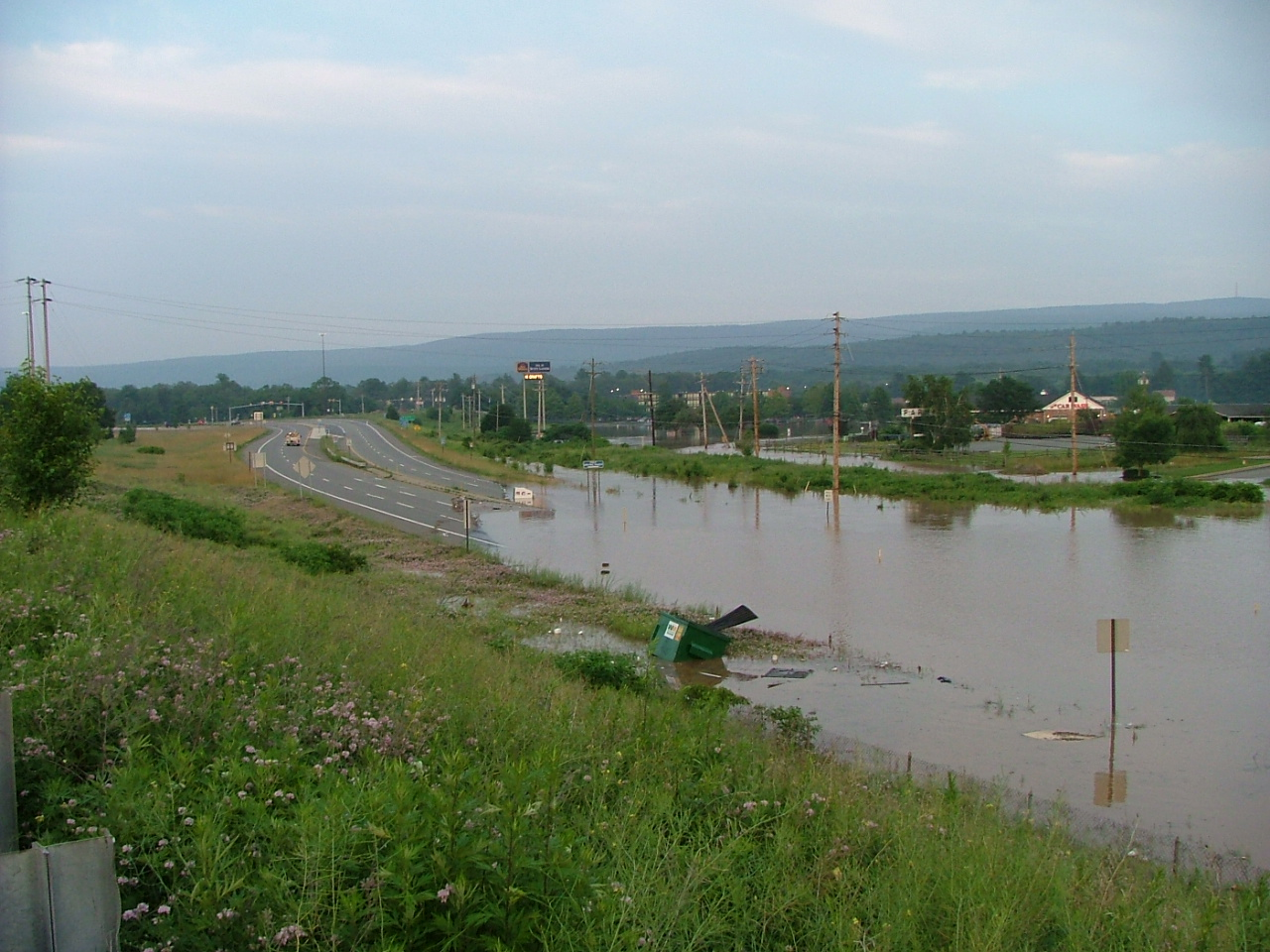
Una inundación en el municipio de Westfall, Pensilvania en 2006

Con el fracaso del proyecto de la presa, la falta de control de inundaciones en el río lo mantuvo como lugar vulnerable, y ha experimentado una serie de graves inundaciones como consecuencia de la fusión de la nieve o la escorrentía de la lluvia en tormentas fuertes. La inundación récord se produjo en agosto de 1955, a raíz de los remanentes de dos huracanes diferentes que asolaron el área en menos de una semana: el primer huracán Connie, y después, el huracán Diane, que era, y sigue siendo, el ciclón tropical más húmedo que golpeó el noreste de Estados Unidos. El medidor del caudal del río en Riegelsville (PA) registró el 19 de agosto de 1955 una punta histórica récord de 11,84 m.
Más recientemente se han producido otras inundaciones de moderados a graves. El mismo medidor de Riegelsville registró un pico de 9,43 m el 23 de septiembre de 2004, 10,38 m el 4 de abril de 2005 y 10,25 m el 28 de junio de 2006, todos considerablemente más altos que el nivel de inundación de 6,7 m.
Dado que la cuenca alta del Delaware tiene pocos centros de población en sus orillas, las inundaciones en esta área afectan principalmente a las llanuras de inundación naturales despobladas. Los residentes en la parte media de la cuenca han sufrido inundaciones, incluyendo tres grandes inundaciones en los tres años (2004-2006) que han dañado gravemente sus hogares y tierras. La parte baja de la cuenca, desde Filadelfia hacia el sur hasta la bahía de Delaware, es mareal y mucho más amplia que las partes del curso más al norte, y no es propensa a sufrir inundaciones del río (aunque las marejadas pueden causar inundaciones menores en esta zona).
La Comisión de la Cuenca del Río Delaware (Delaware River Basin Commission), junto con los gobiernos locales, está trabajando para tratar de abordar el problema de las inundaciones. Como en los últimos años se ha visto un aumento de las inundaciones catastróficas, la mayoría de los residentes de la cuenca del río sienten que algo hay que hacer. Los gobiernos locales han trabajado en asociación con FEMA para abordar muchos de estos problemas, sin embargo, debido a la insuficiencia de fondos federales, el progreso es lento.

### Grandes vertidos de petróleo
En los últimos años, se han producido en el Delaware una serie de vertidos de petróleo.
- 01-31-1975 — unos 42 290 m³ de crudo se derramaron de la cisterna Corinthos.
- 09-28-1985 — 1650 m³ de crudo se derramaron de la cisterna Grand Eagle después de encallar en Marcus Hook Bar.
- 06-24-1989 — 1160 m³ de crudo se derramaron de la cisterna Presidente Rivera después de encallar en Claymont Shoal.
- 11-26-2004 — 1000 m³ de crudo se derramaron en la cisterna Athos 1; el casco del buque tanque había sido perforado por un ancla sumergida abandonada en el puerto de Paulsboro

## Véase también

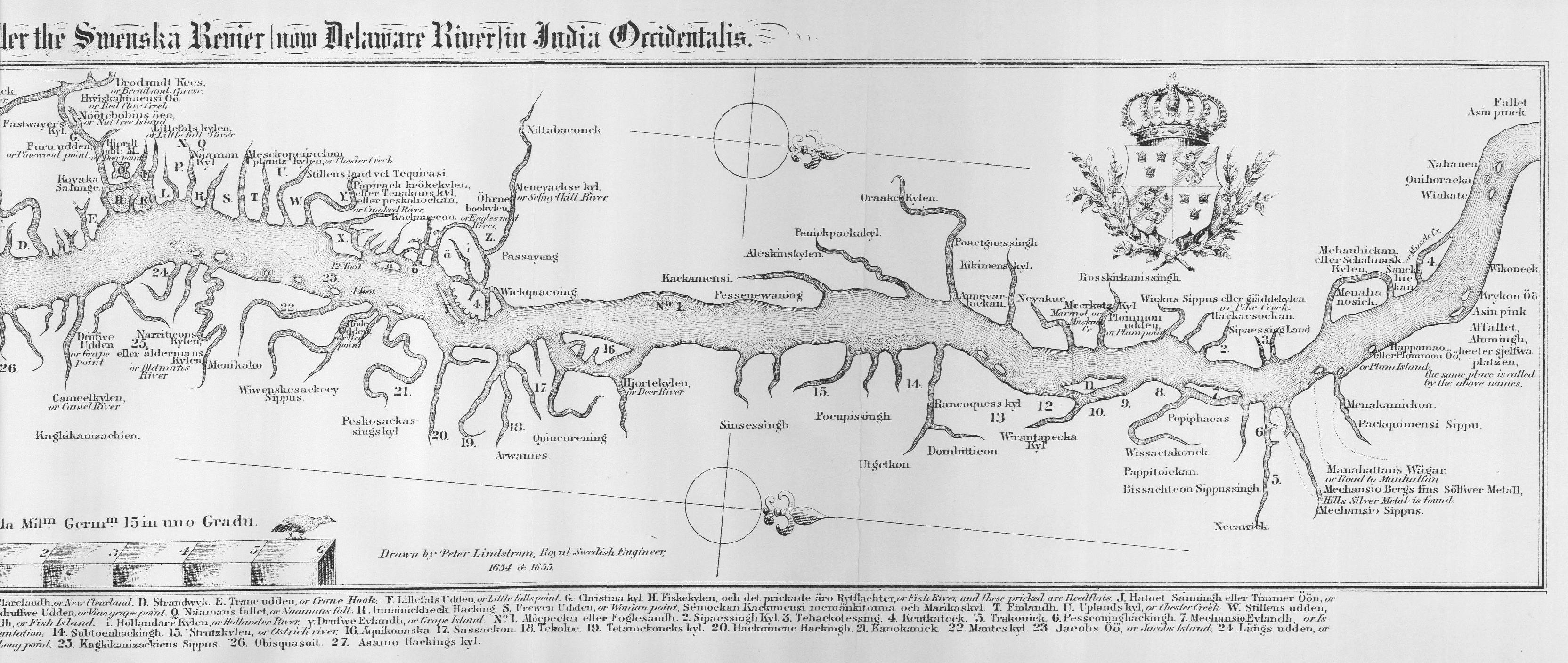
Una carta náutica sueca de 1655 que muestra parte del río Delaware, desde cuando el río era parte de la colonia sueca de la Nueva Suecia